# Rebelión irlandesa de 1641

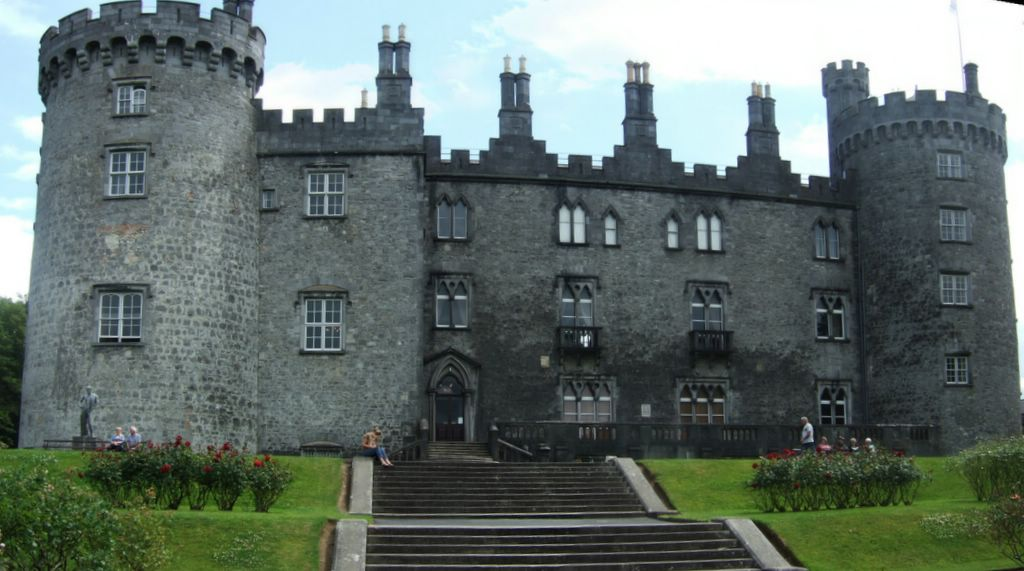
Castillo de Kilkenny

La rebelión irlandesa de 1641 comenzó como un intento de golpe de Estado por la aristocracia católica que poblaba la isla de Irlanda, pero se convirtió en un conjunto de actos de violencia entre los nativos del país y los colonos procedentes de Inglaterra y de Escocia, dando lugar al comienzo del conflicto conocido como las guerras Confederadas. Estalló en la noche del 23 de octubre de 1641 tras una sucesión de situaciones de violencia y caos que continuaron durante varios meses, hasta que las clases terratenientes, junto al clero, formaron la Confederación católica en el verano de 1642. Uno de los principales instigadores del movimiento por la supresión del gobierno inglés fue Phelim O'Neill, noble que al igual que otros terratenientes católicos se sentía amenazado por los colonizadores ingleses y escoceses, particularmente durante la administración de Thomas Wentworth, conde de Strafford, señor diputado de Irlanda desde 1633-40.
Una vez organizada la resistencia, esta confederación se convirtió en el gobierno de facto en la mayoría de la isla, libre del control del Estado inglés, y vagamente alineada con el bando realista en las guerras de los Tres Reinos. El siguiente enfrentamiento continuó hasta 1650, cuando el «Nuevo ejército modelo» de Oliver Cromwell derrotó de forma decisiva a los católicos y a los Realistas y reconquistó el país.

## Causas

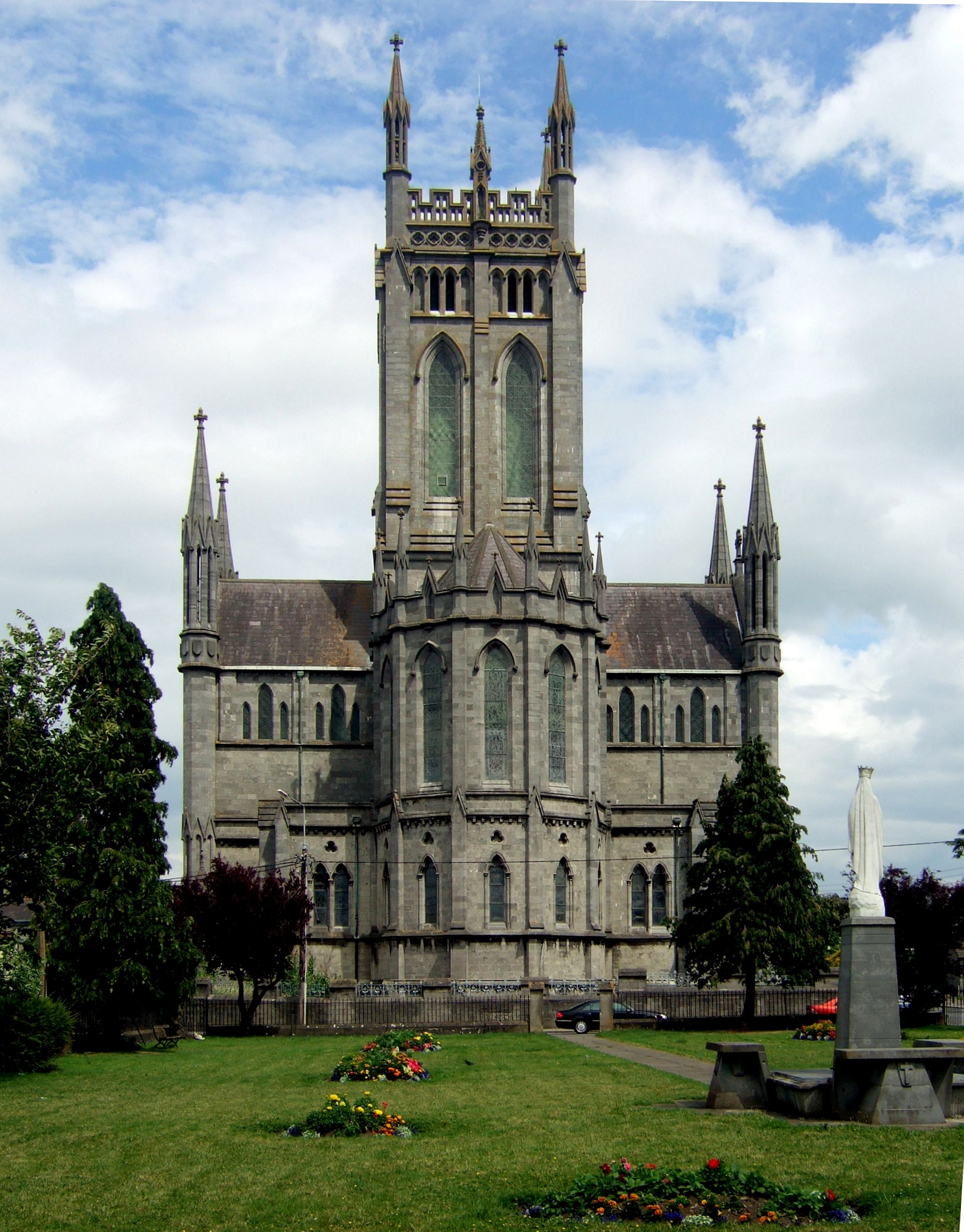
Catedral de Santa María en Kilkenny.

La insurrección fue provocada por el temor que los irlandeses sentían ante una inminente invasión por parte de las fuerzas anticatólicas del Parlamento largo inglés y de los Covenanters escoceses. A su vez, la asociación de los rebeldes con el rey Carlos I de Inglaterra, Escocia e Irlanda promovió el estallido de la guerra civil inglesa. Las raíces de la contienda se asientan en la incapacidad por parte del Estado inglés de asimilar la élite nativa irlandesa durante el despertar de la reconquista Tudor y de la colonización del país. La población preisabelina se hallaba usualmente dividida entre irlandeses «viejos» (o gaélicos) e «ingleses viejos» o descendientes de los colonos normandos medievales. Grupos que eran históricamente antagonistas, con zonas asentadas de ingleses como La empalizada, alrededor de Dublín, en el Sur de Wexford y en otras ciudades amuralladas que se fortificaron contra los clanes gaélicos rurales. Sin embargo, hacia el siglo XVII, las diferencias culturales entre ambos grupos, especialmente en las élites sociales, tendieron gradualmente a desaparecer. Muchos lores ingleses no solo hablaban irlandés, sino que además adoptaron la poesía irlandesa, su música y sus costumbres, por lo que llegaron a ser descritos como «más irlandeses que los mismos irlandeses» (del latín Hibernis ipsis Hiberniores).
Durante este periodo fue común la práctica de la exogamia. En el despertar de la época isabelina, la población nativa se caracterizaba por profesar el catolicismo romano, en contraposición a los nuevos colonos anglicanos, los presbiterianos escoceses y la administración inglesa oficial, que era protestante. Durante décadas, entre el final de las guerras isabelinas de la reconquista de 1603 y el comienzo de la rebelión de 1641, la posición política de los señores irlandeses más acaudalados se vio amenazada por el gobierno inglés asentado en la isla.

### Colonizaciones
Durante el siglo XVII, la conquista del país estuvo marcada por colonizaciones a gran escala, notablemente en Úlster y Munster, que consistieron en expropiaciones masivas de tierras a terratenientes irlandeses que se habían rebelado contra la Corona inglesa, y en ocasiones de sus trabajadores. Estos bienes pasaron a manos de colonizadores ingleses o escoceses. Los términos de las expropiaciones, particularmente en Úlster, fueron muy duros para los nativos: se les prohibió comprar o arrendar tierras en la zona colonizada y también trabajar en aquellas que eran propiedad de colonos. En 1607, como resultado de estas acciones, se disolvieron los antiguos clanes irlandeses O'Neills y O'Donnells, los cuales abandonaron la isla siguiendo a otros que lo habían hecho anteriormente en la conocida «Fuga de los Condes». Muchos de los exiliados (notablemente Owen Roe O'Neill) encontraron trabajo como mercenarios de los ejércitos católicos de España y Francia, formando una comunidad emigrante, militarmente hostil al gobierno inglés de la isla. El resentimiento que la colonización causó sobre las gentes, constituyó uno de los motivos principales que dieron lugar a la revuelta.

### Religión

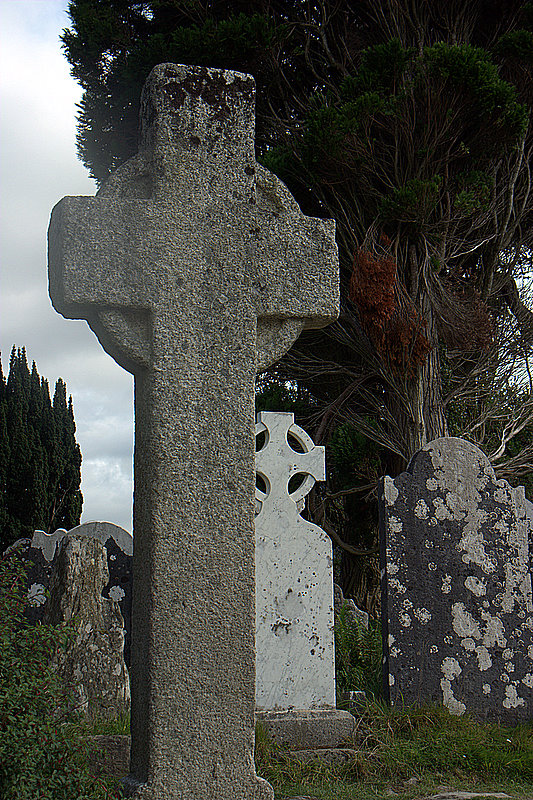
Cruz de san Kevin.

La mayoría de las clases superiores no se oponían ideológicamente a la soberanía del rey inglés sobre Irlanda, pero reivindicaban su condición de súbditos completos de la triple monarquía y el mantener su prominente posición en la sociedad. Esto no les fue concedido por dos factores: primero por su disidencia religiosa, y segundo por la amenaza que les cernía debida a la extensión de la colonización. La religión oficial de los tres reinos era el protestantismo. No asistir a los servicios de la iglesia protestante era punible con multas recusantes; y la práctica pública de otra religión, punible con arresto. Los católicos no podían ostentar altos cargos estatales o servir bajo cierto rango en el ejército. El consejo privado irlandés estaba dominado por los anglo-irlandeses protestantes. En 1613 ajustaron la constitución para permitir representantes ingleses y escoceses, lo que resultó en una mayoría de protestantes en el parlamento de Irlanda. Además, por una ordenanza del siglo XV (ley de Poyning), los irlandeses quedaron subordinados al parlamento inglés. Los protestantes dominaban la administración y aprovechaban todas las oportunidades para confiscar más posesiones a los nativos, cuestionando los títulos que de ellas poseían para así abrir el paso a sus colonizadores.
En respuesta, los irlandeses propusieron lo que se llamó Las Gracias, que consistía en apelar directamente al rey, primero a Jacobo I y después a Carlos I, solicitando plenos derechos como súbditos y la tolerancia de su religión. En varias ocasiones pareció que era posible un acuerdo, y los monarcas accedieron a sus peticiones a cambio de aumentar los impuestos. Sin embargo, los nativos se vieron decepcionados cuando después de 1630, al pagar los gravámenes, Carlos pospuso la implementación efectiva de sus demandas. Incluso a finales de 1630, Tomás Wentworth, el representante del rey en la isla, lanzó una nueva ronda de colonizaciones.
Con el pretexto de verificar los títulos que los nativos poseían de sus propiedades y así aumentar sus ingresos, Wentworth confiscó y colonizó tierras en Roscommon y Sligo. Además planeaba futuras colonizaciones en Galway y Kilkenny, dirigidas principalmente a las familias de los ingleses viejos. A juicio del historiador Padraig Lenihan, «Es probable que Wentworth hubiese encontrado resistencia armada por parte de los terratenientes gaélicos si hubiese llevado más lejos esta política». Sin embargo, la rebelión continuó con la desestabilización de las políticas inglesas y escocesas y la debilitada posición del rey.

### Conspiración

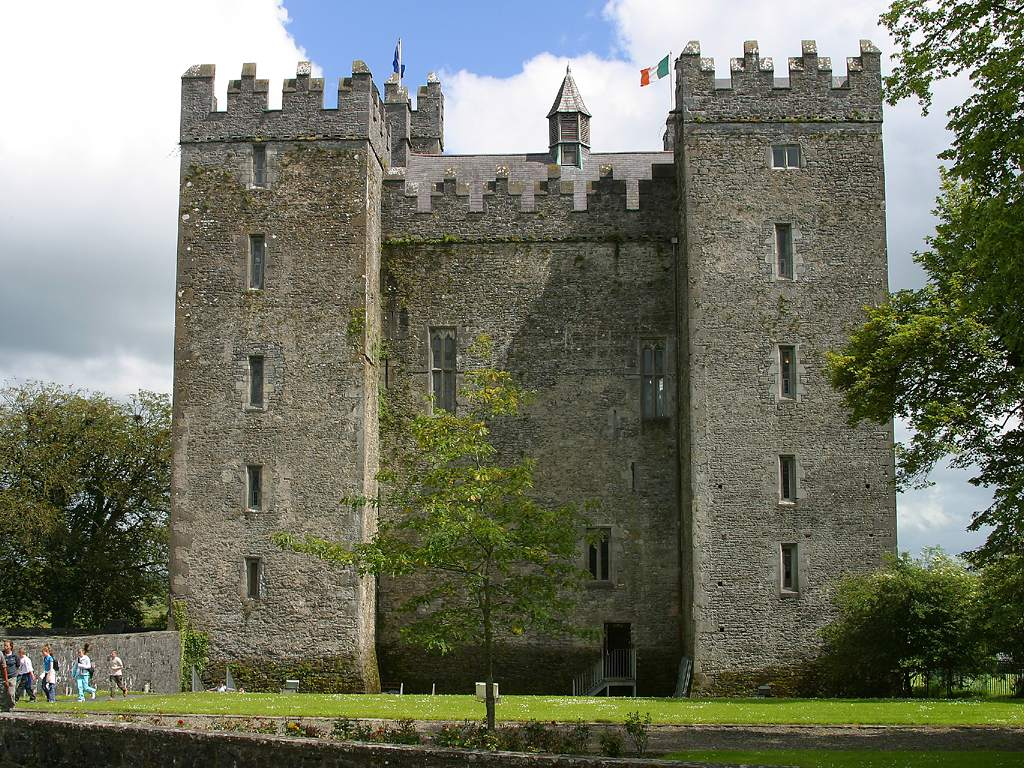
Castillo de Bunratty en el condado de Clare.

Desde 1638 hasta 1640, muchos escoceses se involucraron en un altercado bélico conocido como la guerra de los obispos contra el intento de Carlos I, junto al arzobisbo Guillermo Laud, de reformar la iglesia escocesa para unir sus religiones en una, introduciendo un nuevo libro que reemplazaba el libro de oraciones escocés. El intento del rey por promover el catolicismo desencadenó una serie de disturbios que ocasionaron la formación de una alianza conocida como el Pacto escocés nacional, los cuales rechazaban cualquier movimiento que promoviese la religión católica y que los alejase de su creencia en el presbiterianismo. La tentativa del rey por sofocar la situación fracasó cuando el Parlamento largo inglés, el cual tenía una importancia religiosa similar a la de los escoceses, rechazó votar para que se pagasen nuevos impuestos para formar un ejército. Por el contrario, Carlos I comenzó a negociar con los irlandeses para reclutar un contingente militar que acudiese a sofocar la rebelión en Escocia a cambio de la concesión del requerimiento que tanto tiempo llevaban los católicos solicitando con el fin de poder practicar abiertamente su religión. A los escoceses y a los Parlamentarios esto les pareció la confirmación de que Carlos I era un tirano que quería imponer el catolicismo en sus reinos y gobernar de nuevo sin referencia a sus parlamentos, tal y como había hecho entre 1628 y 1640. Al principio de 1641, algunos escoceses junto a algunos Parlamentarios incluso propusieron invadir la isla para amortiguar el catolicismo organizado y así asegurarse de que ningún ejército irlandés pudiese desembarcar en Inglaterra.
Temiendo la situación y queriendo aprovechar la oportunidad, un pequeño grupo de caciques irlandeses concibieron un plan para tomar el castillo de Dublín y controlar otras importantes ciudades. Decidieron dar un pequeño golpe en nombre del rey para prevenir una posible invasión y forzarle a que les concedería sus peticiones. En 1640–1641, Carlos fracasó en su intento de derrotar a los escoceses debido a que sus ministros se encontraban bajo presión del Parlamento corto y del Largo, y su aparente debilidad dio lugar a que la población nativa pensase que una rebelión tendría éxito. En esta rebelión también participó el reverendo William Bedell, obispo anglicano que sirvió al lord bishop de Kilmore y partidario de las ideas de  Paolo Sarpi.

### Economía
La economía también contribuyó al estallido de la rebelión. En la década de 1630 los intereses habían llegado a ascender hasta un 30 % anual, lo que, unido a la escasez de las cosechas, arrastró al país a una recesión. Algunos líderes, como Phelim O'Neill y Rory O'Moore, se encontraban enormemente endeudados y corrían el riesgo de perder sus tierras en favor de los acreedores. La escasez de la cosecha afectó también a la ganadería, y los nativos tuvieron que enfrentarse al aumento de coste de los alquileres. Motivo que agravó el deseo popular de expulsar a los colonizadores, y que contribuyó a la multiplicación de los ataques contra ellos en los prolegómenos de la revuelta.

## La rebelión
La insurrección fue planeada por un pequeño grupo de terratenientes, principalmente gaélicos, que procedían de la intensamente colonizada provincia de Úlster. De acuerdo a su estrategia, Hugh MacMahon y Conor Maguire debían apoderarse del castillo de Dublín, mientras que Phelim O'Neill y Rory O'Moore habrían de tomar Derry y otras ciudades septentrionales. El plan, que se iba a ejecutar el 23 de octubre de 1641, dependía casi exclusivamente del factor sorpresa, debido al escaso poder militar de los rebeldes. Confiaban en conseguir varios objetivos en el tiempo suficiente para poder llevar a cabo sus demandas en el resto del país. De todos modos, el plan para aprovecharse sangrientamente de adquirir poderío se vino abajo cuando las autoridades de Dublín fueron informadas del complot por parte de un protestante llamado Owen O'Connolly y arrestaron a Maguire y MacMahon.
Mientras tanto O'Neill tomó con éxito varios fuertes en el norte de la isla, alegando que actuaba en nombre del rey. Todos estos eventos escaparon rápidamente al control de quienes los habían instigado. Las autoridades inglesas de Dublín reaccionaron a la revuelta, y la caracterizaron como «La conspiración más detestable y desleal efectuada por algunos papistas irlandeses afectados por el mal», y alegaron que pretendía «realizar una masacre general de todos los habitantes ingleses y protestantes». Los ingleses respondieron enviando tropas bajo el mando de los comandantes Charles Coote y William St Leger (ambos colonizadores protestantes) a zonas que se encontraban en poder de los rebeldes, en los condados de Wicklow y Cork, respectivamente. Sus expediciones se caracterizaban por lo que el historiador moderno Padraig Lenihan ha llamado «brutalidad excesiva e indiscriminada contra la población católica general», causas que contribuyeron a provocar que ésta se adhiriese a la rebelión.
Por otro lado, el desglose de la autoridad estatal en Úlster impulsó una nueva hornada de ataques generales de nativos contra ingleses. Inicialmente, los rebeldes no atacaron a los colonizadores escoceses, pero al continuar la rebelión, éstos se convirtieron también en blanco de ataques. Phelim O'Neill y otros líderes insurgentes trataron de parar los ataques, pero fueron incapaces de controlar a los campesinos locales. Una fuente católica contemporánea (aunque hostil) cuenta que O'Neill se esforzó en contener a la turba de los frecuentes actos salvajes de despojo y asesinatos que posteriormente perpetraron, y que también le dieron a su empresa un carácter odioso y, en opinión de sus compatriotas, como de extranjeros; pero que el curso de la rapiña, una vez en marcha, no debía ser interrumpido.
Durante meses se expandieron los alzamientos comunales por el resto del país. Muchos lores católicos que habían perdido tierras o temían ser desposeídos de ellas, se unieron a la revuelta y participaron en las contiendas contra los colonizadores. Sin embargo, en este punto, las escaramuzas consistían en linchamientos y saqueo de bienes más que en asesinatos. El historiador Nicholas Canny escribe que «la mayoría de los insurgentes parecían ansiosos por obtener una resolución inmediata de sus dificultades económicas, incautando las propiedades de cualquiera de los colonizadores». Los ataques populares no finalizaban normalmente con pérdidas de vidas, los insurgentes no se proponían acabar con la vida de sus víctimas. De todos modos, siempre resultaban fatídicos, puesto que los rebeldes se veían envueltos en confrontaciones cara a cara con personas que conocían desde hacía tiempo. Una ofensiva típica consistía en un grupo que sitiaba a una familia protestante y les exigía a punta de cuchillo que entregasen todas sus pertenencias. Las matanzas ocurrían cuando los protestantes se resistían.
Las motivaciones populares para declararse en rebeldía eran demasiado complejas. Entre los nativos, existía el deseo de revertir las colonizaciones; se informó que los rebeldes de Úlster decían que «Las tierras eran suyas y que las habían perdido sus padres». Otro de los factores desencadenantes consistió en el agudo antagonismo hacia la cultura y la lengua inglesa, que había sido impuesta en el país. Por ejemplo, los rebeldes del condado de Cavan prohibieron el uso de la lengua inglesa y decretaron que los topónimos debían reemplazarse por su nombre original en gaélico. Un tercer factor consistió en el antagonismo religioso. Los rebeldes se identificaron conscientemente como católicos y justificaron el alzamiento como medida defensiva contra la amenaza protestante que fomentaba la extirpación de la religión católica. Los rebeldes de Cavan declararon que «nos alzamos por nuestra religión porque colgaron a nuestros sacerdotes en Inglaterra».
El historiador Brian MacCuarta escribió que «Hace tiempo que la animosidad contra el clero protestante se basa en la imposición de la iglesia estatal, desde su creación hacía treinta años antes». La ferocidad irlandesa contra los protestantes estaba alimentada por la excepcional riqueza que poseía la iglesia en Úlster en la Irlanda contemporánea. También existían casos de pura violencia religiosa, en donde se atacó a nativos irlandeses que eran protestantes y donde también hubo colonizadores católicos que se unieron a la rebelión.

## Masacres de Úlster
Existe controversia en cuanto al número de colonos asesinados durante los primeros meses del alzamiento, por lo que es tema de debate. Las primeras octavillas parlamentarias aseguraban que habían perdido sus vidas alrededor de 200 000 colonos. De hecho, investigaciones recientes sugieren que el número es bastante más modesto, entre unos 4000 aproximadamente, aunque muchos miles fueron expulsados de sus hogares. Se estima que perdieron la vida alrededor de unos 12 000 protestantes en total, la mayoría de frío o de enfermedad luego de haber sido expulsados de sus casas y abandonados en pleno invierno.
A lo largo del país, y durante toda la rebelión, se intensificaron los ataques hacia los colonizadores. Al comienzo consistían en apaleamientos y saqueos, lo que evolucionó hacia incendios de hogares y expulsión de colonos, y finalmente en asesinatos - la mayoría en Úlster. El historiador Nicolás Canny postula que en noviembre de 1641 se produjo una escalada de violencia tras un asalto rebelde infructuoso a Lisnagarvey, después del cual los colonizadores mataron a cientos de insurgentes capturados. Canny escribió que «el sangriento espíritu que tenían los colonizadores en vengarse cuando ganaron delantera en la batalla, parecía haber hecho tal profunda impresión en los insurgentes que», según comenta un declarante, «la matanza de los ingleses podría fecharse a partir de este encuentro». Después de la batalla, los colonizadores de Portadown fueron puestos en cautividad y asesinados en el puente del pueblo (véase la masacre de Portadown). En las cercanías de la parroquia de Kilmore, los irlandeses quemaron tanto a hombres como a mujeres y niños, hasta que murieron en las chozas en que los habían sido aprisionados. Recientes investigaciones han mostrado que fueron asesinadas alrededor de 1250 personas, un cuarto de la población protestante del condado de Armagh, sólo durante los primeros meses de la rebelión. Otra investigación moderna ha identificado tres puntos negros de matanzas de colonizadores en el condado de Tyrone, cerca de Kinard, siendo éste uno de los peores, donde en última instancia asesinaron a la mayoría de las familias británicas que se encontraban asentadas ahí.
Algunos historiadores modernos han debatido que las matanzas de 1641 tuvieron un poderoso impacto entre los colonos protestantes. La doctora Mary O'Dowd dijo que «Es muy difícil ver las consecuencias a largo plazo de la colonización sin tomar en consideración las implicaciones a largo plazo de la rebelión: porque durante el invierno, las masacres fueron realmente dramáticas para la comunidad protestante y porque a largo plazo dejaron cicatrices entre la comunidad».
Algunos escritos contemporáneos representan el estallido de la contienda como una sorpresa total, declaran «Que se concibió entre nosotros y jamás sentimos que nos patease el vientre, ni nos hiciese luchar al nacer.» Sin embargo, después del altercado, muchos protestantes adoptaron la actitud de desconfiar de la permanente tranquilidad de los nativos. La narrativa protestante como plan preconcebido para masacrarlos se forjó en las declaraciones, una colección de informes hechos por las víctimas que se ensamblaron entre 1641 y 1655 y que ahora se encuentran en el Trinity College de Dublín, articulados en un libro publicado por John Temple en 1646, titulado La rebelión irlandesa.
Muchos colonos masacraron a los católicos cuando tuvieron oportunidad, particularmente en 1642-43, cuando un ejército Covenanter escocés arribó a Úlster. El historiador William Hartpole Lecky concluyó que «es difícil saber en qué lado reposa el balance de la crueldad».
Entre los incidentes más prominentes se encontraba la matanza de prisioneros nativos en los bosques de Kilwarlin, cerca de Newry, y la posterior masacre de prisioneros católicos y civiles en la misma ciudad. Trevor Royle destaca a James Turner, el cual en sus memorias informó que tras la escaramuza de los bosques de Kilwarlin, a los prisioneros irlandeses los despachaban de un tiro en la cabeza y sin darles cuartel, pero los informes de otros dos testigos (una carta de Roger Pike y los informes del comandante protestante Robert Monro) no mencionan matanza alguna de prisioneros. Turner anotó en sus memorias que al día siguiente los soldados ingleses entraron en Newry y capturaron su castillo, después de la capitulación católica de los soldados y de los comerciantes locales que se habían apostado en los bancos del río, y que «cada uno de ellos fue aniquilado... sin ningún proceso legal».
El comandante Covenanter Duncan Campbell de Auchinbreck alentó a sus soldados a matar a los católicos del clan MacDonald en la isla de Rathlin, parientes cercanos de su clan enemigo en las tierras escocesas, y arrojaron despiadadamente a sus mujeres por los acantilados, quienes murieron estrelladas contra las rocas. El número de víctimas de esta matanza se ha estimado entre 100 y 3000.
En 1642 cuando Owen Roe O'Neill arribó a Úlster para ponerse al mando de las fuerzas católicas, logró controlar en cierta medida la matanza generalizada de civiles y ahorcó a varios protestantes que habían atacado a la población civil. Después de estos sucesos la guerra continuó siendo brutal, pero tanto O'Neill como el comandante escocés Robert Munro lucharon adoptando un código de conducta que habían aprendido siendo soldados profesionales en el continente europeo.
Las matanzas cometidas por ambos bandos intensificaron a largo plazo la animosidad sectaria que se originó en las colonizaciones. En 2008 aún podían observarse sus efectos, especialmente en Irlanda del Norte. Las amarguras y masacres consecuencia de las colonizaciones siguen percibiéndose en Irlanda. Durante 200 años los protestantes de Úlster conmemoraron el aniversario de la rebelión cada 23 de octubre. Según el historiador Padraig Lenihan, «la celebración colaboró en afirmar la solidaridad comunal y a enfatizar la necesidad de vigilancia implacable; percibían que las masas de católicos que los rodeaban eran y siempre serían enemigos crueles e irregenerables». En los estandartes de la orden de Orange todavía existen imágenes representativas de muertes de protestantes. Incluso hoy se piensa que las matanzas fueron un ejemplo de genocidio. De hecho, si la cifra de 12 000 muertes fuese exacta, representaría menos del 10% de la población colonizadora británica en la isla, aunque en Úlster la proporción de muertos en la población de colonos habría sido un tanto mayor, es decir, de alrededor del 30 %.

## Guerra civil y Confederación
Desde 1641 hasta 1642 las escaramuzas las perpetraban pequeñas bandas locales que organizaban los lores, o entre hombres de la población local que atacaban a civiles y a grupos religiosos de etnia opuesta. Al comienzo, muchos de los católicos de clase superior rehusaron unirse a la revuelta, especialmente la comunidad de los ingleses viejos, pero la mayoría de ellos terminaron uniéndose seis meses después. Actuaron así por tres razones.
La primera de ellas consistió en el reclutamiento de unidades armadas por parte de los lores y los terratenientes para controlar la violencia que se apoderaba del país, temiendo que una vez se hubiesen marchado los colonizadores, se volviesen contra ellos también. En segundo lugar, el parlamento inglés que gobernaba en la isla constató que asumía la responsabilidad del enfrentamiento y de las matanzas de colonos a los irlandeses católicos rebeldes y que los castigaría acorde al acta de los Aventureros. En tercer lugar, al comienzo parecía que los rebeldes conseguirían tener éxito después de vencer a las fuerzas gobernantes de Julianstown, pero cuando fallaron en tomar las cercanías de Drogheda, el sentimiento se desvaneció. Por entonces los lores ingleses que estaban asentados en la Empalizada ya se habían declarado ellos mismos en rebelión.
A principios de 1642 había cuatro concentraciones principales de fuerzas rebeldes:
- En Úlster, bajo el mando de Phelim O'Neill.
- En La Empalizada, bajo el mando del vizconde de Gormanston.
- En el sureste, comandada por la familia Butler, particularmente lord Mountgarret.
- En el suroeste, dirigida por Donagh MacCarthy, vizconde de Muskerry.

Los colonizadores reclutaron su propia milicia en las zonas en las que se habían concentrado: alrededor de Cork, Dublín, Carrickfergus y Derry, y consiguieron retener a las fuerzas rebeldes. Carlos I, inicialmente hostil hacia los insurgentes, envió un gran ejército a Dublín para doblegarlos. El parlamento escocés mandó también un contingente armado a Úlster para defender a sus compatriotas. Sin embargo, el estallido de la guerra civil inglesa evitó una rápida derrota de los rebeldes irlandeses. Entre otras cosas, el parlamento inglés no confiaba en Carlos I como comandante del ejército que se había de enviar a Irlanda, temiendo que posteriormente lo utilizara contra ellos. Al comienzo de la guerra civil en Inglaterra, el gobierno inglés retiró milicias de la isla y declaró el estado militar en las zonas que controlaba.
Los nativos aprovecharon la ocasión para organizarse y crear la Confederación, que consistiría en el esfuerzo guerrero de la población, la cual fue instigada por el clero católico y por magnates recién llegados, como el vizconde Gormanstown y lord Mountgarret. En el verano de 1642, la revuelta se convirtió en una guerra convencional entre los irlandeses que controlaban dos terceras partes del país y por los enclaves británicos de Úlster, Dublín, los alrededores de Cork y Munster. El siguiente periodo, conocido como Irlanda confederada, consistió en una alianza de nativos junto al bando realista a cambio de la promesa de autogobierno y plenos derechos a practicar el catolicismo después de terminada la guerra. Finalmente fueron derrotados por regimientos del Ejército Parlamentario Nuevo Modelo, desde 1649 hasta 1653, momento en el que las posesiones territoriales del país pasaron exclusivamente a manos de colonos protestantes.